# (10837) Yuyakekoyake
(10837) Yuyakekoyake – planetoida z grupy pasa głównego asteroid okrążająca Słońce w ciągu 4 lat i 128 dni w średniej odległości 2,66 j.a. Została odkryta 6 marca 1994 roku w obserwatorium w Nyukasa przez Masanoriego Hirasawę i Shohei Suzukiego. Nazwa planetoidy pochodzi od Yuyakekoyake popularnego wierszyka dziecięcego z przedmieść miasta Hachiōji. Została zaproponowana przez lokalnych mieszkańców. Przed nadaniem nazwy planetoida nosiła oznaczenie tymczasowe (10837) 1994 EJ1.